# Doubs
Doubs (francés [du]ⓘ) es un departamento francés de la región de Borgoña-Franco Condado. Tiene una población estimada, a inicios de 2022, de 547 572 habitantes.
Toma su nombre del río Doubs.
Es parte de la región histórica y cultural de Franco Condado. Su capital (prefectura) es la ciudad de Besanzón y tiene dos subprefecturas ubicadas en las ciudades de Montbéliard y Pontarlier. El INSEE y La Poste le asignan el código 25.
Es el segundo departamento más poblado de la región de Borgoña-Franco Condado, después de Saona y Loira. También es el segundo más densamente poblado después del Territorio de Belfort.
Situado en el este de Francia y de la región de Borgoña-Franco Condado, comparte cerca de 170 km de frontera con Suiza, y la mayor parte de su territorio está incluido en el macizo del Jura. Su punto más alto es el Mont d'Or (1463 m) y los tres principales ríos que lo riegan son el Doubs, el Ognon y el Loue.
Económicamente, el departamento de Doubs es uno de los más industrializados de Francia, especializándose en particular en la industria automotriz, con el establecimiento histórico de la fábrica PSA Peugeot-Citroën (grupo Stellantis) en Sochaux; en metalurgia y en agroindustria. Cuna histórica de la relojería francesa, el departamento de Doubs alberga también numerosas empresas del sector de la microtecnología. Su agricultura, principalmente orientada a la producción ganadera y láctea, está simbolizada por sus quesos (Comté, Mont d'Or, Morbier, Cancoillotte) y charcutería (salchicha de Morteau, salchicha de Montbéliard, jamón ahumado).
Los principales monumentos turísticos del departamento son la ciudadela de Besanzón y la Salina Real de Arc-et-Senans, ambas inscritas en la lista del Patrimonio de la Humanidad de la UNESCO, así como el castillo de Joux. El departamento es renombrado por sus numerosos sitios naturales destacables, como el lago de Saint-Point; el salto del Doubs; las fuentes del río Doubs, del río Loue y del río Lison; el Circo de Consolation; la cueva de Osselle, y la sima de Poudrey.

## Geografía
- Limita al norte con Alto Saona y el Territorio de Belfort, al este con Suiza, y al sur y al oeste con el departamento de Jura.

### Orografía
- Punto más alto: Mont-d'Or (1463 m)
- Otras cumbres: le Morond (1419 m), Gros Crêt (1419 m), Mont Risoux (1409 m), Forêt du Verdet (1384 m)
- Carretera más alta: D389 en Landoz-Neuve (1260 m)
- Punto más bajo: salida del Ognon (200 m)

### Hidrografía
- Ríos más importantes: Doubs, Loue, Ognon, Lison
- Lago más extenso: Lago de Saint-Point (4 km²)

### Clima
- Es el departamento más frío de Francia, con una mínima de -45 °C en Mouthe (microclima continental siberiano).

## Demografía
| 1801    | 1831    | 1841    | 1851    | 1856    | 1861    | 1866    |
| ------- | ------- | ------- | ------- | ------- | ------- | ------- |
| 216.226 | 265.535 | 286.236 | 296.679 | 286.280 | 296.280 | 298.072 |
| 1872    | 1876    | 1881    | 1886    | 1891    | 1896    | 1901    |
| 291.251 | 306.094 | 310.827 | 310.963 | 303.081 | 302.046 | 298.864 |
| 1906    | 1911    | 1921    | 1926    | 1931    | 1936    | 1946    |
| 298.438 | 299.935 | 285.022 | 296.591 | 305.500 | 304.812 | 298.255 |
| 1954    | 1962    | 1968    | 1975    | 1982    | 1990    | 1999    |
| 327.187 | 384.881 | 426.363 | 471.082 | 477.163 | 484.770 | 499.062 |
| 2009    | 2014    | 2019    |         |         |         |         |
| 525.276 | 534.710 | 543.974 |         |         |         |         |

Notas a la tabla:
- Los cantones de Montbéliard y Audincourt no formaban parte del departamento en el censo de 1801.
- El municipio de Couthenans pasó en 1829 de Doubs a Alto Saona.
- El 28 de julio de 1971 se modificó el límite con Alto Saona, que recibió territorios que en el censo de 1968 contenían 11 (once) habitantes.
- El 1 de junio de 1974 el antiguo municipio de Antorpe (Jura) se unió a Saint-Vit (Doubs). Su población en el censo de 1968 era de 106 habitantes.

### Ciudades
Las cinco aglomeraciones urbanas con mayor población son las de Besanzón (139 807), Montbéliard (113 176), Pontarlier (22 605), Morteau (10 055) y Pouilley-les-Vignes (6645).
A continuación se presentan en una tabla las veinte comunas con mayor población según el censo del INSEE de 2019 :